# Вайнёдская волость
Ва́йнёдская во́лость (латыш. Vaiņodes pagasts) — одна из территориальных единиц Южно-Курземского края Латвии, в историко-культурной области Курземе. Находится на востоке края. Граничит с Грамздской, Приекульской, Эмбутской волостями своего края, с Ниграндской волостью Салдусского края и с Клайпедским уездом Литвы. Волостной центр — село Вайнёде.

## История
В 1945 году в Вайнёдской волости были основаны Вайнёдский, Элкуземский, Калшский и Велдский сельсоветы. В 1949 году волостное деление было отменено. В 1951 году к Вайнёдскому сельсовету был присоединён Велдский сельсовет, но в 1954 году Вайнёдский сельсовет был ликвидирован — был создан Вайнёдский рабочий посёлок, но его сельская территория была присоединена к вновь созданному Велдскому сельсовету, куда вошёл также Калшский сельсовет. В 1956 году к Вайнёдскому рабочему посёлку были присоединёны Элкуземский и Велдский сельсоветы. В 1961 году Вайнёдский рабочий посёлок был преобразован в посёлок городского типа. В 1975 году сельская территория Вайнёдского посёлка городского типа была преобразована в Вайнёдский сельсовет. В 1977 году часть его территории была присоединена к Эмбутскому сельсовету. В 1991 году, путём объединения Вайнёдского посёлка городского типа и Вайнёдского сельсовета была восстановлена Вайнёдская волость.
В 2009 году, в результате латвийской административно-территориальной реформы, Вайнёдская волость вошла в состав вновь образованного Вайнёдского края. В ходе административно-территориальной реформы Латвии 2021 года, Вайнёдский край был упразднён, Вайнёдская волость вошла в состав укрупнённого Южно-Курземского края.

## География
Вайнёдская волость расположена на Эмбутском всхолмлении Западной Курземской возвышенности. Самое высокое место (>180 м над уровнем моря) находится в северой части волости.
Территорию волости пересекает водораздел рек Венты и Барты. В Венту впадает река Летижа, в Барту река Апше со своим притоком Видвиде. На границе с Литвой находится озеро Калшу (площадь 43,3 га). Остальные водоёмы в волости небольшие. В южной части волости находятся болота Калшу (268 га) и Дакшену (211 га). Эксплуатируется Вайнёдское гравийное месторождение. В северо-восточной и южной частях волости  имеются крупные лесные массивы.

## Население
В 1935 году в Вайнёдской волости проживало 4079 человек, из них латышей — 88,8 %, евреев — 3,3 %, немцев — 2,3 %, русских — 1,3 %, поляков — 0,8 %.
В 2000 году в Вайнёдской волости проживало 2800 человек, из них 47,4 % мужчин, 52,6 % женщин. По национальному составу: латышей — 78,5 %, литовцев — 13,4 %, русских — 4,7 %, украинцев — 1,4 %, белорусов — 1,0 %. В Вайнёде проживало 2058 человек, в Аугусте проживало 193 человека.
По состоянию на 1 января 2022 года население волости составляло 1962 человека.

## Экономика

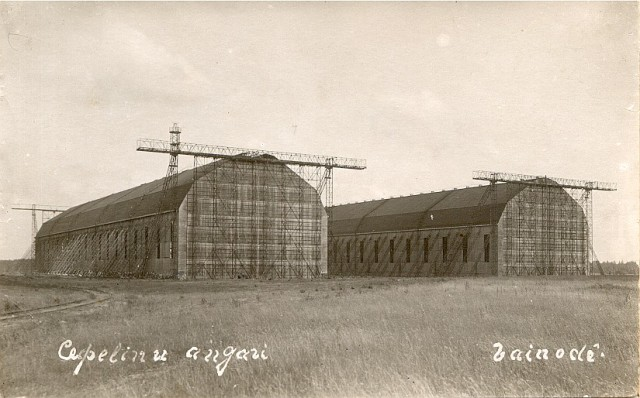
Ангары для дирижаблей около Вайнёде

В 1871 году открылась железнодорожная линия Лиепая — Мажейкяй. Рядом со станцией Вайнёде были построены кирпичный завод и лесопилка. В 1912 году началась постройка аэродрома. В годы Первой мировой войны немецкие войска построили рядом с ним два ангара для дирижаблей. Эти ангары в 1920-х годах были перевезены в Ригу. Их конструкции использовались для строительства павильонов Рижского центрального рынка.
Во время аграрной реформы 1920 года мызская земля Вайнёдской волости была разделена на небольшие крестьянские хозяйства. В 1935 году в Вайнёдской волости насчитывалось 655 крестьянских хозяйств, работали две мельницы с шерстяной прядильной фабрикой и пилорамой, 2 лесопилки, 2 кожевенных завода, сукновальня, 2 мастерские по окраске одежды, трикотажная мастерская, маслозавод, Вайнёдское лесное хозяйство. В волости было около 30 магазинов, рынок, 2 трактира, 3 парикмахерские.
В годы советской власти были созданы колхозы «Miera sardze» (рус. Стража мира), «Vārpa» (рус. Колос), «Karogs» (рус. Знамя), «Brīvība» (рус. Свобода). В 1956 году на их базе были образованы совхозы «Вайнёде», «Варпа» и «Малкалне», позднее объединённые в один под названием «Вайнёде». Работал Вайнёдский производственный комбинат (основан в 1952 году), с деревообрабатывающим, продуктовым и другими цехами, филиал предприятия «Rīgas apģērbs» (рус. Рижская одежда) (затем Лиепайского галантерейного комбината), филиал рижской фабрики «Сувенир» (позже объединения по изготовлению сувениров «Daiļrade» — основан в 1967 году), лесное хозяйство и лесозаготовительный участок, молокозавод, хлебопекарня, мастерские комбината по бытовому обслуживанию населения, совхозные механические мастерские, лесопилки, маслозавод, 16 магазинов, две столовые. Был расширен Вайнёдский военный аэродром Советской армии, построена ракетная база.
По состоянию на 2000 год в волости было 272 крестьянских хозяйства и 495 приусадебных хозяйств. Работало предприятие по деревообработке, 2 молокосборных пункта, 10 магазинов, 3 автосервиса, 2 кафе, лесное хозяйство, ветеринарный участок, топливозаправочная станция.

### Транспорт
Вайнёдскую волость пересекает железнодорожная линия Лиепая — Вайнёде — Мажейкяй (пассажирское движение прервано в 1998 году) и местные автодороги V1168 Нигранде — Вайнёде, V1209 Эмбуте — Вайнёде — Павари, V1212 Приекуле — Вайнёде и V1213 Вайнёде — Айзвики.

## Образование и культура
Первые начальные школы в Вайнёдской волости были основаны в 1876 и 1881 годах. В 1926 году эти школы были объединены в 6-классную начальную школу. В 1949 году она была преобразована в Вайнёдскую среднюю школу. В 1960 году была основана школа-интернат. По состоянию на 2000 год в волости работали средняя школа и школа-интернат, детский сад, музыкальная школа (основана в 1999 году). В Вайнёде есть дом культуры (построен в 1958 году), библиотека. В годы советской власти в Вайнёде был филиал спортивной школы Лиепайского района, клуб и библиотека были также в Элкуземе.
По состоянию на 2024 год в волости действуют средняя школа, детский сад «Zīlīte», музыкальная школа, дом культуры и библиотека. Работают любительские коллективы: женский вокальный ансамбль, любительский театр.